# Senala

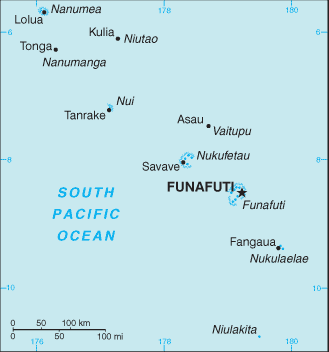
Mapa de Tuvalu

Senala é uma pequena vila situada na ilha de Fongafale localizada no arquipélago de Funafuti em Tuvalu. Segundo o censo 2018 tem 788  habitantes.